# アントニオ・ペゼンティ
アントニオ・ペゼンティ（Antonio Pesenti、1908年5月17日 - 1968年6月10日）は、イタリア、ゾーニョ出身の自転車競技（ロードレース）選手。1932年のジロ・デ・イタリア総合優勝者である。

## 経歴
1930年、ジロ・デ・イタリア区間1勝。
1931年、ツール・ド・フランス総合3位。
1932年、ジロ・デ・イタリア総合優勝、区間1勝(第7)。ツール・ド・フランス総合4位、区間1勝(第5)。
1939年引退。
実子であるグリエルモ・ペゼンティ（Guglielmo Pesenti）も同じく自転車競技選手であった。ただ、父親とは違ってトラックレースでの活動が主体だったが、1956年のメルボルンオリンピック・個人スプリントで銀メダルを獲得している。